# Diocesi di Sufar
La diocesi di Sufar (in latino Dioecesis Sufaritana) è una sede soppressa e sede titolare della Chiesa cattolica.

## Storia
Sufar, nell'odierna Algeria, è un'antica sede episcopale della provincia romana della Mauritania Cesariense.
Nella lista dei vescovi della Mauritania Cesariense convocati a Cartagine dal re vandalo Unerico nel 484 compaiono due vescovi Sufaritani, Vittore e Romano, entrambi condannati all'esilio. Questo può indicare che nella provincia esistevano due diocesi con lo stesso nome, oppure, come ipotizzato da alcuni autori, che il termine Sufaritanus sia la contrazione di Sufasaritanus, ed in questo caso uno dei due vescovi del 484 apparterrebbe alla diocesi di Sufasar.
Dal 1933 Sufar è annoverata tra le sedi vescovili titolari della Chiesa cattolica; dal 3 giugno 2016 il vescovo titolare è Robert Philip Reed, vescovo ausiliare di Boston.

## Cronotassi

### Vescovi residenti
- Vittore † (menzionato nel 484)
- Romano † (menzionato nel 484)

### Vescovi titolari
- Patrick Joseph Casey † (23 dicembre 1965 - 2 dicembre 1969 nominato vescovo di Brentwood)
- Carlos Schmitt, O.F.M. † (14 febbraio 1970 - 16 marzo 1971 dimesso)
- Ernst Gutting † (31 maggio 1971 - 27 settembre 2013 deceduto)
- Robert Francis Prevost, O.S.A. (3 novembre 2014 - 26 settembre 2015 nominato vescovo di Chiclayo, poi eletto papa con il nome di Leone XIV)
- Robert Philip Reed, dal 3 giugno 2016